# سابریتاس
سابریتاس (انگلیسی: Sabritas) شرکت صنایع غذایی مکزیکی است، که در سال ۱۹۴۳ تأسیس شد.